# The Race for the Farmer's Cup
The Race for the Farmer's Cup è un cortometraggio muto del 1909 diretto e interpretato da Lewin Fitzhamon.

## Trama
Un contadino vince la gara degli agricoltori e il cuore di una ragazza nonostante un rivale.

## Produzione
Il film fu prodotto dalla Hepworth.

## Distribuzione
Distribuito dalla Hepworth, il film - un cortometraggio di 221 metri - uscì nelle sale cinematografiche britanniche nel giugno 1909.
Si conoscono pochi dati del film che, prodotto dalla Hepworth, fu distrutto nel 1924 dallo stesso produttore, Cecil M. Hepworth. Fallito, in gravissime difficoltà finanziarie, il produttore pensò in questo modo di poter almeno recuperare il nitrato d'argento della pellicola.